# Meuble de port
Les meubles de port sont des meubles fabriqués du XVIIe au début du XIXe siècle dans les ports de France où arrivaient les bois exotiques ou bois précieux des colonies.

## Essences
Le Centre technique forestier du bois de Nogent-sur-Marne poursuit depuis 1950 des recherches sur les bois tropicaux. Les inventaires du XVIIIe siècle se contentent de parler de « bois des îles ».
Amérique centrale et Antilles
- les acajous sont des bois estimés pour leurs nombreuses qualités, entre-autres d’être imputrescibles, résistant aux parasites xylophages, d’avoir un grain serré et de belles couleurs unies, mouchetées, moirées, tigrées, etc. en fonction du sens du débit. Ils ont été importés[2] :
  - de Saint-Domingue à l'origine, puis
  - de Cuba (Swietenia mahagoni), principale matière des meubles de port,
  - et enfin du Tabasco, du Nicaragua et du Honduras.

Bois exotiques en provenance d'Amérique du sud et de la route des Indes
- l’ébène noir ou veiné de densité élevée, bois considéré en Europe comme un bois des plus précieux. Au XVIIe siècle, on réussit à le débiter en plaques très minces que des artisans ébénistes collaient sur des meubles richement décorés.
- le bois de citronnier jaune doré,
- le gaïac jaune verdâtre veiné brun, très dur et lourd (densité 1,3), aussi appelé « bois saint » ou « bois de vie », se prête très bien au tournage de pieds par exemple ;
- le palissandre, très dense et très dur, pouvant avoir différentes couleurs
- le courbaril ou jatoba, souvent confondu avec l’acajou, bois au cœur brun à rouge violacé ou orange à brun violacé, presque noires avec veines ou sans veines. Le fil est droit, le veinage est marqué. Son travail est assez difficile mais le résultat est très beau.
- l’amarante couleur lie de vin, commercialisé sous le nom de bois violet. L'amarante est utilisée en ébénisterie, lutherie ou encore en marqueterie sous forme de bois massif ou en placage.

## Acheminement
Ces bois étaient acheminés par bateau pour différentes raisons et sous différentes formes dans les principaux ports de France :
- en retour des colonies à la morte saison, comme fret en remplacement de la canne à sucre[3],
- comme lest pour des cargaisons légères,
- comme restes de caisses d’emballage de marchandises importées,
- bois servant à caler les marchandises dans les cales des navires, les billes de bois sont ensuite abandonnées sur les quais et récupérées par les artisans,
- comme simple denrée et débarquée en France en grosses billes ou en planches larges.

## Répartition de la production
Les menuisiers se sont trouvés confrontés à des bois très durs et difficiles à travailler, demandant un outillage spécifique. La difficulté rencontrée pour la sculpture obligea les menuisiers ébénistes à se tourner vers la fabrication de meubles et objets aux parois lisses et polies, parfois galbées avec la mise en valeur des couleurs et des veinages savamment mélangés. Si ces bois exotiques, surtout utilisés en placage pour les meubles classiques des styles du XVIIe et XVIIIe siècles dans les ateliers du Louvre ou des Gobelins, les meubles de marine et les meubles de port sont d’une facture plus locale différente d’une région portuaire à l’autre.
Destinés au départ à des gens fortunés, l’afflux des bois exotiques engendre une diffusion plus large dans le public vers le milieu du XVIIIe siècle. Les premières fabrications, à partir des restes d’emballage, furent les malles de voyage pour ceux qui partaient aux colonies ainsi que le mobilier à bord des navires, ainsi que certains éléments du carénage.
C'est le travail des bois tropicaux qui a contribué à la reconnaissance de la corporation spécialisée des maîtres ébénistes-menuisiers ainsi que du mobilier comme une branche à part entière des arts décoratifs . Les liens entre la mode britannique et française pendant l'age of mahogany sont forts, dans la mesure où les ports bordelais et rochelais étaient en lien étroit avec la Grande-Bretagne et les Antilles ; c'est ce que Madeleine Dobie appelle « l'aire commerciale et culturelle atlantique du XVIIIe siècle ». Les armoires en acajou massif, les commodes et les tables se retrouvent des deux côtés de la Manche mais également aux Antilles où l'acajou était très populaire grâce à sa résistance à l'humidité, comme en témoigne la reconstitution d'une salle à manger créole au Musée régional d'histoire et d'ethnographie de Martinique. Par contre, les sources d'information manquent en ce qui concerne la production et le transport des matières premières et le recours à la main d’œuvre d'esclaves. Certains sont d'ailleurs formés en menuiserie sur place ou en France ; mais pour atténuer le caractère marchand de ces biens de consommation, l'Europe du XVIIIe siècle utilise une « esthétique de la diversion » et va donner aux meubles des noms empruntés aux colonies notamment. L'essor abolitionniste s'exprime en littérature et dans les arts décoratifs à la fin des années 1780 puis après le décret d'émancipation de 1848 par un déplacement du discours, notamment l'exotisme lié à l'importation de bois précieux. Ce thème est repris dans Le Système des objets de Jean Baudrillard.
« Une relation de noumène à phénomène s'établit et engendre une production mobilière unique dans le temps et dans l'espace » comme le signale Véronique Cornet dans sa thèse consultée à la bibliothèque du musée des Arts décoratifs et du Design : Aquajou l'acajou ? ou le mobilier de port au XVIIIe siècle, Mémoire de fin d'étude, Paris, 1984, ICART 110 pages. Les négociants et armateurs bordelais par exemple adoptent un style de vie inédit d'une classe sociale riche et cultivée mais sans érudition, une nouvelle façon d'habiter en veillant aux mouvements du port depuis leurs balcons. Puis ils émigrent vers les faubourgs et sont pris d'une véritable fièvre de bâtir : c'est l'époque des folies et des chartreuses, d'une vie de réceptions et en même temps d'un goût pour l'intimité (serres tropicales, jardins d'apothicaires) avec un mode de vie original (luxueux et fonctionnel) signalé par Arthur Young lors de son passage à Bordeaux à Bordeaux, le 26-08-1787. L'inventaire du mobilier confisqué de l'archevêque de Bordeaux, Champion de Cicé est révélateur.
Trois grands centres de production se distinguent parmi d’autres :

### Saint-Malo
Présenté comme le précurseur du meuble de port à partir de la seconde moitié du XVIIe siècle. Appelé malouine, le premier meuble était un buffet à quatre portes ornées d’octogones, encadrées par une double file de colonnettes torsadées et une double rangée de tiroirs. Il est fortement influencé par les modèles hollandais mais se distingue par son mode d'assemblage : la corniche assure le verrouillage des parties du meuble emboîtées.
Saint-Malo a subi l'influence parisienne et son goût pour le style Louis XIV : la malouine devient plus sobre de ligne. Les armoires ont des façades droites et lisses.

### Nantes
Meubles d’un style sobre et élégant associant le citronnier, l’acajou et l’amarante, les meubles représentent les styles Louis XIV, Louis XV et Louis XVI. Là encore, l'esthétique parisienne se retrouve par la présence de fines moulures découpées et de petits enroulements. L'influence anglo-hollandaise se trahit dans les commodes-bureau dont l'abattant et la petite porte centrale sont directement issues du scriban. Les pieds sont cambrés « en bigorneau » et les façades des commodes « aiguille, ou en vague ».

### Bordeaux
L’arrivée de l’acajou au début du XVIIIe siècle a favorisé l’essor d’une belle production sous Louis XV, comme des meubles aux lignes agréables, ventrus et fortement galbés, agrémentés de sculptures, aux ferrures internes en acier poli en crémone ou espagnolette, de très belle qualité :

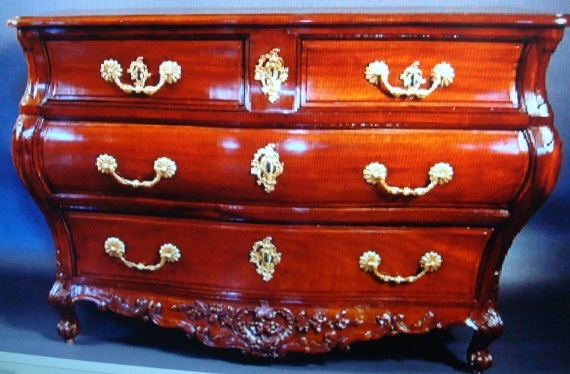
Commode bordelaise / Antiquités Philippe Glédel

- l’exceptionnelle commode bordelaise en acajou de Cuba massif, galbée en plan et en élévation, de forme dite "en tombeau", à quatre tiroirs sur trois rangs (deux sur la rangée supérieure), ornementée de bronze.
- le secrétaire à abattant aux nombreux tiroirs, surmonté d’une bibliothèque,
- l’armoire de salle à manger, sorte de buffet à deux portes moulurées sur la face interne et qui restent   ouvertes pour la présentation des plats et belles pièces de porcelaine,
- l’armoire-lingère, de décoration très riche avec des étagères internes dont celle du milieu supporte des tiroirs.
- différentes tables.

### Autres centres de production
Le Havre, Brest, Lorient, Rochefort, Marseille, Rochefort, etc.

## Les artisans
Leur disparité était grande d'où une différence de qualité dans l'exécution, entre les meubles rustiques et les meubles raffinés. L'origine précise de leur savoir-faire n'a pas encore été élucidée : prisonniers hollandais à Saint-Malo ? charpentiers de marine ? Les artisans devaient fabriquer les meubles dans le cadre corporatif de la jurande mais certains pouvaient exercer librement en vertu de franchises locales à Bordeaux par exemple. « Les sauvetats de Bordeaux et la Sanitat de Nantes accueillent un bon nombre d'ouvriers dont les ressources financières ne leur permettent pas de subvenir aux frais occasionnés par les réceptions à la maîtrise et les banquets. ».

## Sources et références
1. ↑  J. Morellet, Le Centre technique forestier tropical, Nancy, ENGREF, Ecole nationale du génie rural, des eaux et des forêts, 1973 (lire en ligne)
2. ↑  Hector-Martin Lefuel 1923, p. 97.
3. ↑  Françoise Maillet, le mobilier Nantais, l’Estampille, avril 1985 et Décor Nantais de l’armateur au XVIIIe et son mobilier en bois des isles, 1984.
4. ↑  Madeleine Dobie, « Patrimoine mobilier : entre colonialisme et orientalisme 2 In Situ, 20 », In Situ, vol. 20,‎ 2013 (lire en ligne, consulté le 1er novembre 2018)
5. ↑  Éric Noël, Être Noir en France au XVIIIème siècle, Paris, Tallandier, 2006, 256 p. (ISBN 978-2-84734-299-4, lire en ligne), p. 117 , Musée du Nouveau Monde de La Rochelle, « Être noir en France au XVIIIème siècle », sur Pôle civisme et citoyenneté, Académie de Poitiers, 21 avril 2010 (consulté le 1er novembre 2018)
6. ↑  Arjun Appadurai, The social life of things : Commodities in cultural perspective, Cambridge University Press, 1985 (lire en ligne).
7. ↑  Loïc du Boisbaudry, « Les meubles de port », 14 septembre 2005 (consulté le 31 octobre 2018).
8. ↑  François Cadilhon, « Jérôme-Marie Champion de Cicé : vivre en archevêque à la fin du XVIIIe siècle », Revue d'histoire de l'Église de France, vol. 202,‎ 1993, p. 47-62 (lire en ligne, consulté le 6 novembre 2018).
9. ↑  Boisbaudry 2005, p. 3.
10. ↑  Bertrand Livet, « Le meuble malouin : malouinière et commode malouine », sur Antiquités catalogue (consulté le 6 novembre 2018).
11. ↑  « Commode nantaise acajou », sur Antiquités en France (consulté le 6 novembre 2018).
12. ↑  Véronique Cornet 1984